# Krzysztof Secemski
Krzysztof Secemski (ur. 8 lipca 1976 w Bytomiu) – polski hokeista.

## Kariera
- Polonia Bytom (1992-1994)
- Sudbury Wolves (1994-1995)
- Polonia Bytom (1995-1996)
- TTH Toruń (1996)
- STS Sanok (1996-1999)
- SKH Sanok (1999-2001)
- Polonia Bytom (2001)
- TKH Toruń (2001-2004)
- KH Sanok (2004-2005)

Wychowanek Polonii Bytom. W drafcie do kanadyjskich rozgrywek juniorskich CHL z 1994 jako napastnik prawoskrzydłowy został wybrany przez klub Sudbury Wolves z numerem 33 jako pierwszy Polak w historii tej organizacji. W barwach tej drużyny grał w sezonie 1994/1995 w lidze OHL. Po powrocie do Polski trafił do macierzystej Polonii, a w 1996 był zawodnikiem TTH Toruń, a od końca tego roku przeszedł do STS Sanok, gdzie grał w późniejszym czasie. Po sezonie 2000/2001 odszedł z SKH Sanok. Od 2001 do 2004 był zawodnikiem TKH Toruń. W sezonie 2004/2005 grał w KH Sanok.
W barwach reprezentacji Polski do lat 18 uczestniczył w turniejach mistrzostw Europy juniorów Grupy A w 1992, 1993, 1994, a w barwach reprezentacji Polski do lat 20 brał udział w turniejach mistrzostw świata juniorów Grupy B edycji 1993, 1994.

## Osiągnięcia
Klubowe
- Finał Pucharu Polski: 2004 z TKH Toruń

Indywidualne
- Mistrzostwa Europy juniorów do lat 18 w hokeju na lodzie 1993:
  - Drugie miejsce w klasyfikacji strzelców turnieju: 7 goli
  - Szóste miejsce w klasyfikacji kanadyjskiej turnieju: 11 punktów[11]